# Доленци (Шаловци)
Доленци (словен. Dolenci, мађ. Dolány) је насељено место у општини Шаловци, Помурска регија, Словенија.

## Историја
До територијалне реорганизације у Словенији били су у саставу старе општине Мурска Собота.

## Становништво
У попису становништва из 2011. године, Доленци су имали 204 становника.
| Број становника према пописима | Број становника према пописима | Број становника према пописима |
| ------------------------------ | ------------------------------ | ------------------------------ |
| 1991                           | 2002                           | 2011                           |
| 283                            | 206                            | 204                            |

Напомена: Године 1952. настала спајањем насеља Мали Доленци и Велики Доленци, која су укинута.

## Галерија
- знамење
- споменик књижевнику Јозефу Клеклу